# هارون در اسلام
در اسلام، هارون بن عمران پیامبر خدا و برادر بزرگتر موسی است. او همراه برادرش موسی بنی‌اسرائیل را به خروج از مصر موعظه می‌کرد.